# Межонка (Могилёвская область)
Межо́нка — деревня в составе Запольского сельсовета Белыничского района Могилёвской области Республики Беларусь.

## Географическое положение
Ближайшие населённые пункты: Тересино, Стодолище, Дручаны.